# Het vale paard
Het vale paard is een detectiveverhaal van Agatha Christie. Het werd oorspronkelijk uitgegeven in het Verenigd Koninkrijk door Collins Crime Club onder de titel The Pale Horse in november 1961 en in 1962 in de Verenigde Staten door Dodd, Mead and Company. In 1962 werd het werk vertaald naar het Nederlands en door Luitingh-Sijthoff uitgebracht voor deze markt.

## Verhaal
Mark Easterbrook is in een koffiehuis in Chelsea getuige van een gevecht tussen Thomasina Tucherton en een andere vrouw. Enkele dagen later is Thomasina overleden. Mark gaat dineren bij een vriend waar Poppy Stirling een gesprek start over "Het vale paard" dat de dood met zich meebrengt. Daarop stopt ze abrupt haar uitleg. Een priester wordt vermoord. In zijn schoen wordt een lijst met achternamen gevonden waaronder Corrigan, Tuckerton en Hesketh-Dubois. Mark is verbaasd daar zijn meter de laatste achternaam heeft en onlangs stierf aan wat werd beschouwd als een natuurlijke dood. Zachariah Osborne geeft aan de politie een omschrijving van de vermoedelijke dader die de priester volgde net voor zijn dood.
Mark gaat met Ariadne Oliver naar een dorpsfeest in het (fictieve) dorp James Zemboy, nabij Bournemouth, dat wordt georganiseerd door enkele van zijn neven. In het dorp werd enige tijd geleden het "Het vale paard" opgericht: volgens dorpspraatjes een organisatie voor moderne heksen. Een van de leden van "Het vale paard" is Thyrza Grey. Zij beweert de paranormale gave te hebben om iemand vanop eender welke locatie te doden. Mark komt meneer Venables tegen, een man in een rolstoel omwille van polio, die volledig voldoet aan de beschrijving van Zachariah. Mark denkt dat Venables zijn aandoening veinst.
In zijn verdere onderzoek ontmoet Mark rechter Bradley. Volgens Bradley worden er in "Het vale paard" onder andere weddenschappen afgesloten: er wordt gewed of een welbepaalde persoon al dan niet binnen een welbepaalde tijd sterft. Ook wordt er beweerd dat de "heksen" helderziend zijn en in contact kunnen komen met overledenen.
Mark gaat met Ginger, een vriendin van Poppy, naar "Het vale paard". Ginger zal als medium fungeren om via een seance in contact te komen met zijn overleden vrouw. Tijdens de sessie wordt Ginger plots misselijk en haar toestand gaat zienderogen achteruit.
Mark contacteert Poppy opnieuw: een vrienden van haar (Eileen Brandon) en een zekere mevrouw Davis werken voor CRC, een bedrijf dat enquêtes houdt over voeding, cosmetica en medicijnen dewelke mensen gebruiken. Er blijkt daarbij een link te zijn tussen CRC en "Het vale paard".
Ariadne ontdekt een verband tussen enkele slachtoffers: Mary Delafontaine verloor haar hoofdhaar na een consultatie bij "Het vale paard" waar ze ook ziek werd. Hetzelfde overkwam mevrouw Hesketh-Dubois. Ook in het gevecht in de koffiebar werd er haar van Thomasina uitgetrokken. Dit zijn symptomen van een thalliumvergiftiging. Verder onderzoek toont aan dat Osborne de oprichter is van "Het vale paard" en dat de slachtoffers werden vermoord door allerhande producten die ze in de enquête opgaven te verwisselen met giftige producten.

## Adaptaties
- Het boek werd in 1996 verfilmd door ITV waarbij het personage Ariadne Oliver werd weggelaten en Mark als een van de hoofdverdachten wordt aanzien.
- ITV verfilmde het verhaal in 2010 nogmaals voor hun reeks Agatha Christie's Marple waarbij er heel wat wijzigingen zijn ten opzichte van het originele verhaal.
- In 2020 herschreef Sarah Phelps het verhaal voor een tweedelige miniserie dewelke initieel door BBC One werd uitgezonden.